# Ágoston Antal (titkár)
Ágoston Antal (Huszt, 1829. – Budapest, 1886. január 28.) lapszerkesztő, nyelvtanár, a Szent István és Szent László Társulat titkára.

## Élete
Iskolai tanulmányait végezte, amikor kitört a magyar szabadságharc. A honvédek közé állt, és a 10. zászlóalj segédtisztje lett; 1849. május 19-én kinevezték főhadnagynak; az év végén az osztrák seregbe sorozták, Itáliába vitték; többnyire ott és Dalmáciában szolgált, később tiszt lett. 1859-ben mint főhadnagy vett részt az olasz hadjáratban. 1864-ben megválasztották a Szent István, utóbb a Szent László Társulat titkárává. Hat nyelvet beszélt, 1860-tól az Idők Tanúja s később egy évtizednél tovább a Magyar Állam belső munkatársa volt, írt a Honvédbe is (1867.) 1862–63-tól 1874–75-ig a József Műegyetemen olasz nyelvet tanított. A Katolikus Hetilapot 1874-től haláláig szerkesztette. Elhunyt 1886. január 28-án, örök nyugalomra helyezték 1886. január 30-án a délután a Kerepesti úti temetőben.

## Munkái
1. Kis olasz tolmács. (Pest, 1864.)
2. Az 1869-iki egyetemes zsinat. Dupanloup Bódog után ford. (Uo. 1868.)
3. A kandallónál. Elbeszélések külföldi írók műveiből. (Eger, 1878.)
4. Családi körben. Elbeszélések külföldi írók műveiből. (Budapest. 1880.)